# Saint-Amans-des-Cots
Saint-Amans-des-Cots (okcitansko Sent Amans) je naselje in občina v južnem francoskem departmaju Aveyron regije Jug-Pireneji. Leta 2006 je naselje imelo 772 prebivalcev.

## Geografija
Kraj leži v pokrajini Rouergue ob reki Selves, 60 km severno od središča departmaja Rodeza.

## Uprava
Saint-Amans-des-Cots je sedež istoimenskega kantona, v katerega so poleg njegove vključene še občine Campouriez, Florentin-la-Capelle, Huparlac, Montézic in Saint-Symphorien-de-Thénières z 2.242 prebivalci.
Kanton Saint-Amans-des-Cots je sestavni del okrožja Rodez.